# Brenda Castillo
Brenda Castillo est une joueuse de volley-ball dominicaine née le 5 juin 1992 à San Cristóbal. Elle mesure 1,67 m et joue au poste de libero. Elle totalise 161 sélections en équipe de République dominicaine.

## Clubs
| Club               | De        | À         |
| ------------------ | --------- | --------- |
| San Cristóbal      | 2007-2008 | 2009-2010 |
| Mirador            | 2010-2011 | 2010-2011 |
| Criollas de Caguas | 2011-2011 | 2011-2011 |
| Rabita Bakou       | 2012-2013 | 2014-2015 |
| Lokomotiv Bakou    | 2015-2016 | …         |

## Palmarès

### Équipe nationale
- Championnat d'Amérique du Nord des moins de 20 ans
  - Finaliste : 2008.
- Championnat du monde des moins de 20 ans
  - Finaliste : 2009.
- Coupe panaméricaine
  - Vainqueur : 2008, 2010, 2014[2]
  - Finaliste : 2009, 2011, 2015[3]
- Championnat d'Amérique du Nord
  - Vainqueur : 2009.
  - Finaliste : 2011, 2013, 2015.
- Jeux d'Amérique centrale et des Caraïbes
  - Vainqueur : 2010, 2014.
- Coupe panaméricaine des moins de 23 ans
  - Vainqueur : 2012.
- Championnat du monde des moins de 23 ans
  - Finaliste : 2013.

### Clubs
- Ligue des champions
  - Finaliste : 2013.
- Championnat d'Azerbaïdjan
  - Vainqueur : 2013, 2014, 2015.

### Distinctions individuelles
- Championnat d'Amérique du Nord de volley-ball féminin des moins de 20 ans 2008: Meilleure réceptionneuse, meilleure défenseur, meilleure libero et MVP.
- Championnat du monde de volley-ball féminin des moins de 20 ans 2009: Meilleure réceptionneuse, meilleure défenseur, meilleure libero et MVP.
- Championnat d'Amérique du Nord de volley-ball féminin 2009: Meilleure réceptionneuse, meilleure défenseur et meilleure libero.
- Championnat d'Amérique du Nord de volley-ball féminin des moins de 20 ans 2010: Meilleure réceptionneuse, meilleure défenseur, meilleure libero.
- Coupe panaméricaine de volley-ball féminin 2010: Meilleure réceptionneuse, meilleure défenseur et meilleure libero.
- Championnat du monde des clubs de volley-ball féminin 2010: Meilleure libero.
- Coupe panaméricaine de volley-ball féminin 2011: Meilleure défenseur et meilleure libero.
- Championnat d'Amérique du Nord de volley-ball féminin 2011: Meilleure réceptionneuse, meilleure défenseur et meilleure libero.
- Volley-ball féminin aux Jeux panaméricains de 2011: Meilleure réceptionneuse, meilleure défenseur et meilleure libero.
- Coupe panaméricaine de volley-ball féminin 2012: Meilleure réceptionneuse, meilleure défenseur et meilleure libero.
- Jeux olympiques d'été de 2012: Meilleure libéro.
- Coupe panaméricaine de volley-ball féminin des moins de 23 ans 2012: Meilleure défenseur.
- Championnat d'Amérique du Nord de volley-ball féminin 2013: Meilleure défenseur.
- Championnat du monde de volley-ball féminin des moins de 23 ans 2013: Meilleur libéro.
- Ligue des champions de volley-ball féminin 2013-2014: Meilleur libéro.
- Coupe panaméricaine de volley-ball féminin 2014: MVP, Meilleure réceptionneuse, meilleure défenseur et meilleure libero[2].
- Volley-ball féminin aux Jeux d'Amérique centrale et des Caraïbes 2014: MVP, Meilleure réceptionneuse, meilleure défenseur et meilleure libero[4].
- Coupe panaméricaine de volley-ball féminin 2015: Meilleure réceptionneuse, meilleure défenseur et meilleure libero[3].
- Coupe du monde de volley-ball féminin 2015: Meilleure libéro.
- Championnat d'Amérique du Nord de volley-ball féminin 2015: Meilleure défenseur et meilleure libero[5].